# Montes Rook
Montes Rook är en ringformad bergskedja på södra halvklotet av månen, den ligger precis vid den västra kanten av den del av månen som är vänd mot Jorden. En stor del av bergskedjan ligger på den del av månen som aldrig kan ses från Jorden. Den har fått sitt namn efter den engelske 1600-tals astronomen Lawrence Rook.
Montes Rook är en ringformad bergskedja som formar den inre ringen kring månhavet Mare Orientale (månhavets namn betyder Österhavet, trots att det ligger på månens västra sida). Ringen är omkring 791 kilometer i diameter. En yttre ringformad bergskedja heter Montes Cordillera. Mellan dessa bergskedjor ligger det lilla månhavet Lacus Autumni.
Montes Rook består egentligen av två ringformiga bergskedjor, som ibland kallas inre och yttre Rook. Vissa av områdena mellan dessa bergskedjor består av små månhav formade av lava, ett sådant vid den nordöstra delen heter Lacus Veris och kan ses från jorden.
Flera kratrar med egna namn finns i Montes Rook. Nära den sydvästra yttre kanten ligger kratrarna Nicholson och Pettit. Kratern Kopff ligger vid den östra inre kanten och Mauder vid den norra inre kanten. Mindre kratrar är Lallemand i nordost, Shuleykin i söder och Fryxell i väster. Fryxell ligger alldeles i kanten av det område som någonsin kan ses från jorden. Kratrar som inte ens kan ses vid gynnsam libration är Lowell i nordväst och Golitsyn i västsydväst.